# Sankin kōtai

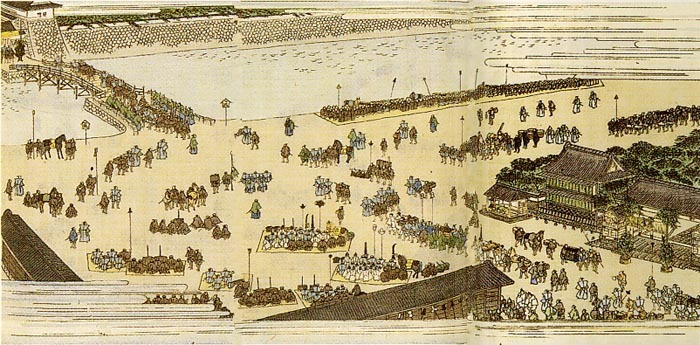
Daimyo con i loro seguiti al castello di Edo in un giorno festivo. Dipinto che si trova al Museo nazionale di storia giapponese

Il sankin kōtai (参勤交代? letteralmente "presenza alternata") era un sistema di controllo politico-amministrativo ideato dallo shōgun Tokugawa Hidetada (1579-1632), successore di Tokugawa Ieyasu. Fu inaugurato nel 1635 da Tokugawa Iemitsu,  figlio e successore di Hidetada.
La legge sanciva che ciascun daimyō (signore feudale) costruisse una casa nella città sede dello shōgun, Edo (l'odierna Tokyo), e vi abitasse ad anni alterni: un anno nei propri possedimenti e un anno a Edo. I componenti della famiglia del daimyo dovevano invece rimanere per tutto il tempo in città. Così facendo lo shōgun, che aveva la propria corte a Edo, si assicurava continuativamente il diretto controllo dei signori feudali giapponesi: metà costringendoli ad abitare alla propria corte e l'altra metà controllandoli, nell'anno in cui tornavano ad amministrare le loro terre, indirettamente, attraverso la presenza a corte dei loro famigliari.

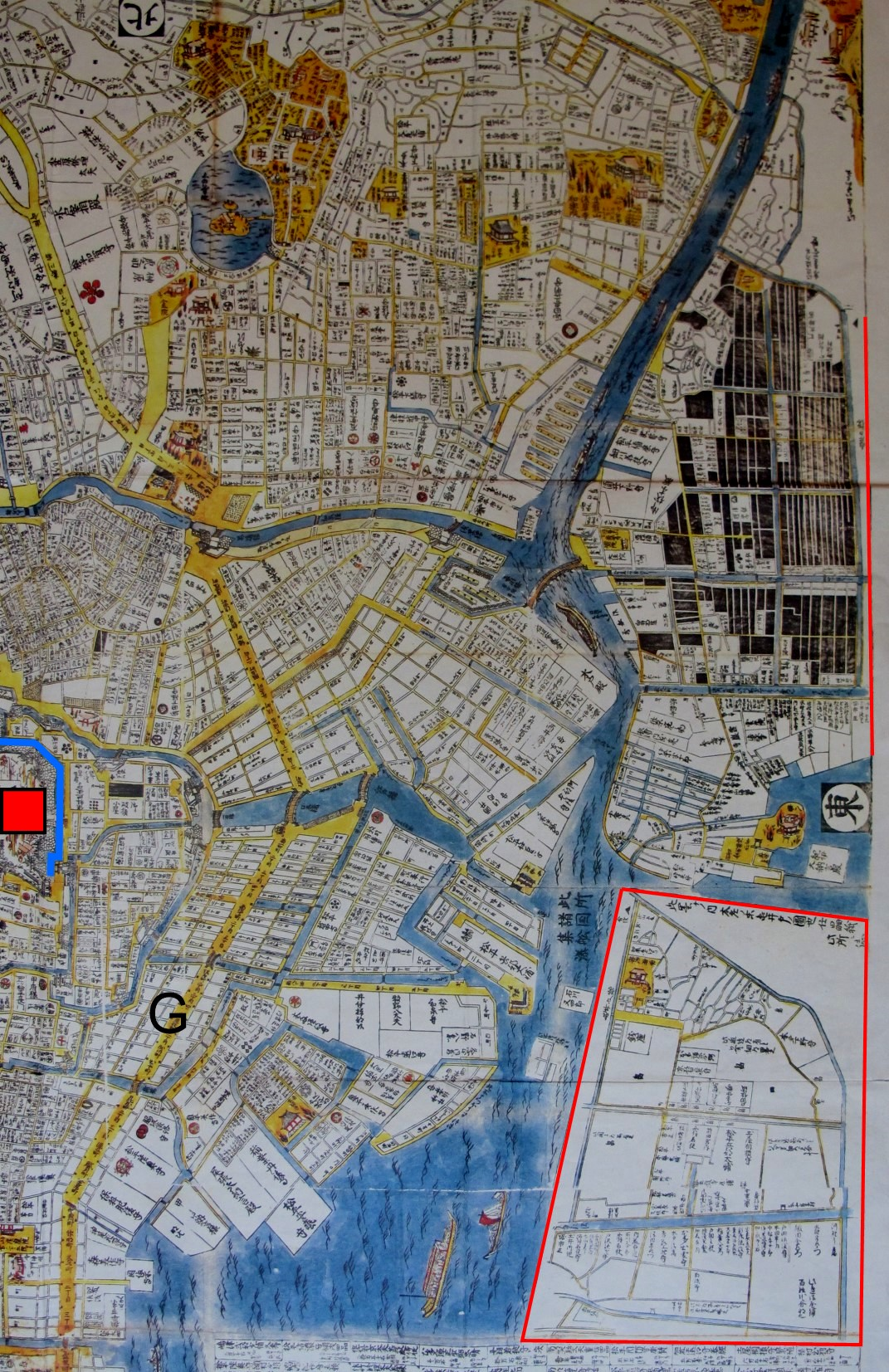
Mappa di Edo nel 1689

La legge richiedeva inoltre che nel viaggio dai propri possedimenti fino a Edo ciascun daimyo portasse con sé tutta la pletora dei propri subalterni. Le dimensioni del seguito dovevano essere direttamente proporzionali alle ricchezze del signore feudale e così anche le spese per il trasferimento; tutto ciò allo scopo di impedire che i daimyo avessero abbastanza denaro per finanziare un'eventuale rivolta. Molti di essi persero il controllo del proprio han e si indebitarono. Il sistema portò anche al miglioramento delle vie di comunicazione e allo sviluppo dell'economia nazionale, con mercanti (chōnin) che si arricchirono fornendo i daimyo di quanto avessero bisogno sia a Edo che lungo il percorso dal proprio feudo.
Un altro effetto fu l'improvvisa crescita di popolazione a Edo e la centralizzazione del potere nella città dello shōgun che divenne la capitale de facto del Paese, mentre la capitale ufficiale rimase a Kyoto, sede dell'imperatore. Grazie al sistema sankin kōtai, lo shōgun poté fare a meno delle spese militari necessarie a controllare i feudi, i cui signori furono invece costretti a convogliare su Edo gran parte dei propri capitali. La concentrazione di potere e capitali nella città non aveva uguali nella storia del Giappone, e alla popolazione dei daimyo trasferita a Edo si aggiunse tutta quella che garantì i servizi necessari per le nuove dimensioni ed esigenze della città. Si venne a creare un mercato cittadino di dimensioni mai viste anche se buona parte dei beni necessari ai daimyo e alle loro corti a Edo arrivarono dai territori dei loro feudi.

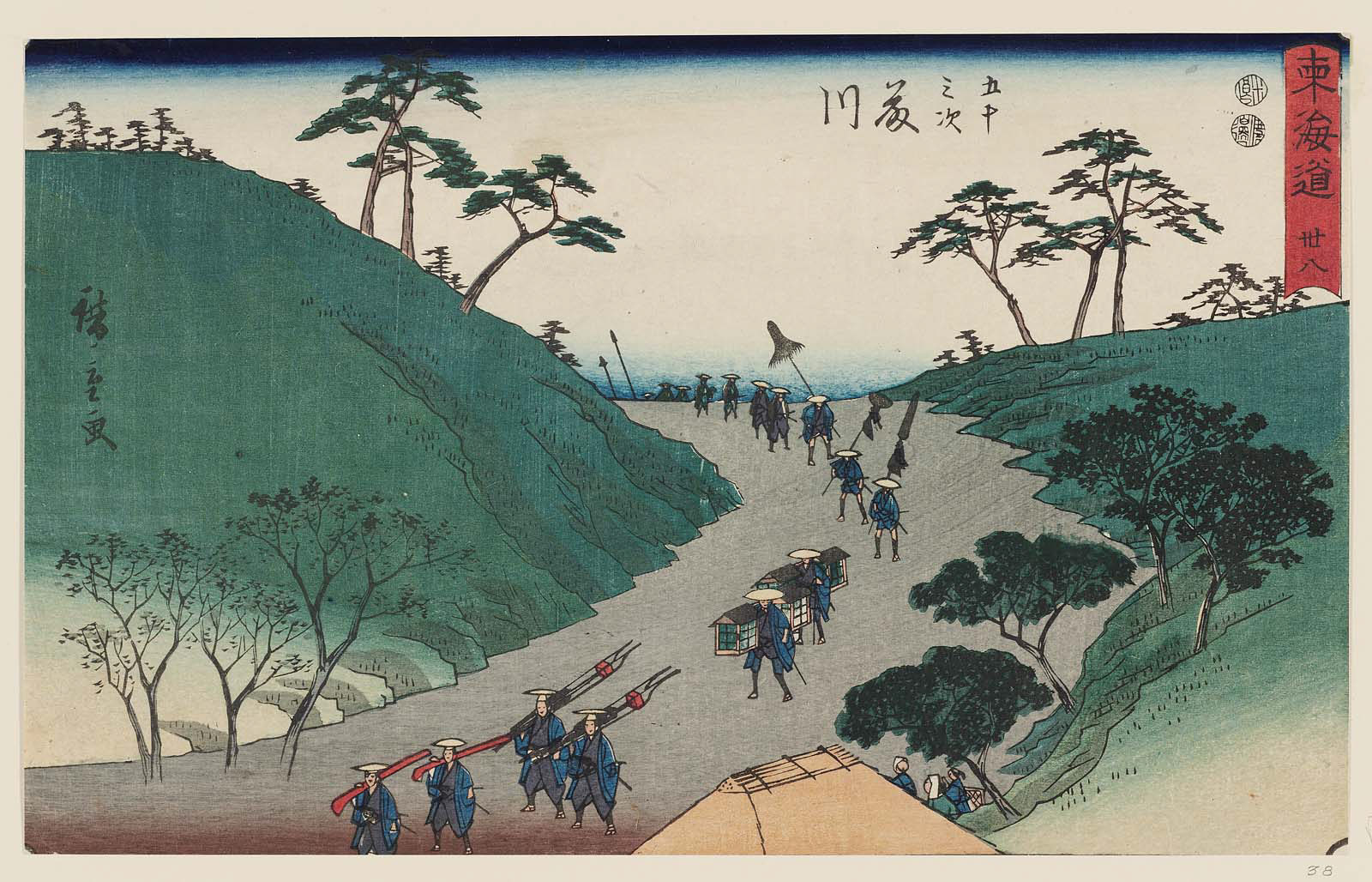
Processione lungo la strada Tokaido in un dipinto dell'Ottocento

La strada principale di questo "pellegrinaggio" annuale era la Tokaido, che congiungeva Edo a Kyoto seguendo il litorale. L'alternativa per il viaggio tra le due città era la Nakasendō, strada che attraversava il sistema montuoso centrale delle Alpi giapponesi e che a sua volta ebbe grande sviluppo con il sistema sankin kōtai. Il viaggio di un daimyo era uno spettacolo impressionante, poiché doveva manifestare simbolicamente il potere e l'autorità del nobile. Tali processioni erano annunciate con largo anticipo per consentire alle stazioni di sosta e alle locande di rifornirsi di generi alimentari e di preparare adeguati alloggi. Un cavaliere precedeva il corteo ordinando alla gente comune di prostrarsi al passaggio del daimyo; i pochi che osavano non farlo venivano giustiziati per mano dei samurai del nobile.
Il daimyo doveva prostrarsi solamente davanti allo shōgun e quando incontrava per la strada la processione di un aristocratico del palazzo imperiale. Il daimyo poteva però mandare in avanscoperta un cavaliere con l'ordine di offrire doni all'eventuale aristocratico in cambio di una sosta lontano dal suo itinerario, evitando così l'imbarazzo di doversi prostrare.
Con il crescente malcontento dei daimyo per le politiche dello shogunato, il sistema sankin kōtai fu praticamente abolito nel 1862. Il tentativo di ripristinarlo nel 1865 fallì, poco tempo prima della caduta dello shogunato Tokugawa.